# Aedes monticola
Aedes monticola is een muggensoort uit de familie van de steekmuggen (Culicidae). De wetenschappelijke naam van de soort is voor het eerst geldig gepubliceerd in 1957 door Belkin and McDonald.